# Xam (ciutat)
Pel nom àrab antic de Síria, vegeu al-Xam
Xam o Aix Xam és una ciutat de l'emirat de Ras al-Khaimah als Emirats Àrabs Units a uns 35 km al nord de la capital. És una de les principals ciutats del país amb uns 5000 habitants. Situada a l'estreta franja que puja per la costa de la península de Musandan, és la principal ciutat abans d'entrar a territori d'Oman, després de la conurbació de Djulfar i Al-Rams que constitueixen un suburbi de Ras al-Khaimah. Té un port modern i ìnclou la vila d'Al-Fay a la part oriental que l'enllaca amb Qabas, Qir, Qafah i altres petites viles a l'interior; és al peu del Rumayli de 565 metres i és travessada pel Wadi (riu) Aix Xam. La punta o cap del mateix nom és a uns 3,5 km al nord per la costa.